# تل أحمر (عين العرب)
تل أحمر  قرية سوريّة تتبع إداريّاً لمحافظة حلب منطقة عين العرب ناحية مركز شيوخ تحتاني، بلغ تعداد سكانها 1,279 نسمة حسب التعداد السكاني لعام 2004.